# Ferrari 156-85
Ferrari 156-85 – samochód Formuły 1, zaprojektowany przez Mauro Forghieriego i Harveya Postlethwaite’a i skonstruowany przez Ferrari. Model rywalizował w sezonie 1985.

## Historia
Model 156-85 był pierwszym samochodem Ferrari zaprojektowanym przy użyciu technologii CAD i CAM. Był to zupełnie nowy model. Od poprzednika różnił się m.in. pozycją kierowcy przesuniętą do przodu, wydłużonym rozstawem osi, chłodnicami równoległymi do kierunku jazdy i dużymi piastami. Chociaż silnik doładowany dwiema turbosprężarkami KKK był rozwinięciem jednostki używanej w modelu 126C, to został przeprojektowany. Osiągał maksymalną moc 800 KM. Dzięki niskiemu środkowi ciężkości i nowemu zawieszeniu samochód zapewniał dobre osiągi, jednakże w drugiej połowie sezonu nie był regularny.
Michele Alboreto wygrał tym samochodem dwa wyścigi i zajął drugie miejsce w klasyfikacji kierowców, ustępując Alainowi Prostowi, chociaż w pierwszej części sezonu prowadził nawet w klasyfikacji. Włoch razem z René Arnouxem i jego zastępcą Stefanem Johanssonem umożliwił także Ferrari zdobycie wicemistrzostwa w klasyfikacji konstruktorów.

## Wyniki w Formule 1
| Sezon | Zespół                     | Silnik  | Kierowcy         | Wyniki w poszczególnych eliminacjach | Wyniki w poszczególnych eliminacjach | Wyniki w poszczególnych eliminacjach | Wyniki w poszczególnych eliminacjach | Wyniki w poszczególnych eliminacjach | Wyniki w poszczególnych eliminacjach | Wyniki w poszczególnych eliminacjach | Wyniki w poszczególnych eliminacjach | Wyniki w poszczególnych eliminacjach | Wyniki w poszczególnych eliminacjach | Wyniki w poszczególnych eliminacjach | Wyniki w poszczególnych eliminacjach | Wyniki w poszczególnych eliminacjach | Wyniki w poszczególnych eliminacjach | Wyniki w poszczególnych eliminacjach | Wyniki w poszczególnych eliminacjach | Wyniki kierowców | Wyniki kierowców | Wyniki konstruktora | Wyniki konstruktora |
| 1985  |                            |         |                  | Brazylia                             | Portugalia                           | San Marino                           | Monako                               | Kanada                               | Stany Zjednoczone                    | Francja                              | Wielka Brytania                      | Niemcy                               | Austria                              | Holandia                             | Włochy                               | Belgia                               | Unia Europejska                      |                                      | Australia                            | Pkt.             | Msc.             | Pkt.                | Msc.                |
| ----- | -------------------------- | ------- | ---------------- | ------------------------------------ | ------------------------------------ | ------------------------------------ | ------------------------------------ | ------------------------------------ | ------------------------------------ | ------------------------------------ | ------------------------------------ | ------------------------------------ | ------------------------------------ | ------------------------------------ | ------------------------------------ | ------------------------------------ | ------------------------------------ | ------------------------------------ | ------------------------------------ | ---------------- | ---------------- | ------------------- | ------------------- |
| 1985  | Scuderia Ferrari SpA SEFAC | Ferrari | Michele Alboreto | 2                                    | 2                                    | NU                                   | 2                                    | 1                                    | 3                                    | NU                                   | 2                                    | 1                                    | 3                                    | 4                                    | 13                                   | NU                                   | NU                                   | NU                                   | NU                                   | 53               | 2                | 82                  | 2                   |
| 1985  | Scuderia Ferrari SpA SEFAC | Ferrari | René Arnoux      | 4                                    | –                                    | –                                    | –                                    | –                                    | –                                    | –                                    | –                                    | –                                    | –                                    | –                                    | –                                    | –                                    | –                                    | –                                    | –                                    | 3                | 18               | 82                  | 2                   |
| 1985  | Scuderia Ferrari SpA SEFAC | Ferrari | Stefan Johansson | –                                    | 8                                    | 6                                    | NU                                   | 2                                    | 2                                    | 4                                    | NU                                   | 9                                    | 4                                    | NU                                   | 5                                    | NU                                   | NU                                   | 4                                    | 5                                    | 26               | 7                | 82                  | 2                   |